# Nemognatha sibirica
Nemognatha sibirica là một loài bọ cánh cứng trong họ Meloidae. Loài này được Gebler miêu tả khoa học năm 1833.